# Himertosoma splendidum
Himertosoma splendidum är en stekelart som först beskrevs av André Seyrig 1934.  Himertosoma splendidum ingår i släktet Himertosoma och familjen brokparasitsteklar. Inga underarter finns listade i Catalogue of Life.